# Košarkaški klub Beobanka Beograd
Il Košarkaški klub Beobanka Beograd è stata una società cestistica avente sede a Belgrado, in Jugoslavia.
Fondata nel 1995, raggiunse la finale (persa col 71 a 78 col Budućnost Podgorica) della Coppa di Jugoslavia 1998. Partecipò anche a due edizioni della Coppa Korać e alla Eurocoppa 1997-1998. Nel 2000, a causa di problemi economici cedette il titolo sportivo al Vojvodina Srbijagas.
Disputava il campionato jugoslavo; e le partite interne nella Hala sportova a Novi Beograd.